# Albert Berger (Germanist)
Albert Berger (* 1943 in Wals, Land Salzburg) ist ein österreichischer Germanist. Er war von 1989 bis 1993 Rektor der damaligen Universität für Bildungswissenschaften in Klagenfurt, der heutigen Universität Klagenfurt.

## Leben
Albert Berger wurde im damaligen Wals, heute Wals-Siezenheim, geboren. Nach der Matura studierte er Germanistik, Geschichte und Philosophie an der Universität Wien, wo er später als Assistent tätig war. 1968 promovierte er  mit einer Dissertation zum Thema Dunkelheit und Sprachkunst: Studien zur Leistung der Sprache in den Gedichten Georg Trakls. 1976 habilitierte er sich mit der Schrift Ästhetik und Bildungsroman: Goethes Wilhelm Meisters Lehrjahre.
1979 wurde er als ordentlicher Professor für Neuere Deutsche Literatur an die damalige Universität für Bildungswissenschaften in Klagenfurt berufen, wo er bis zu seiner Emeritierung tätig war. 1986 hatte er eine Gastprofessur an der Universität Ljubljana. 1989 folgte er Günther Hödl als Rektor der Universität Klagenfurt nach, 1993 wurde er von Willibald Dörfler in dieser Funktion abgelöst. Von 2000 bis 2002 war er Vorsitzender des Senats, von 2007 bis 2011 Dekan der Fakultät für Kulturwissenschaften. 2012 wurde er mit dem Ehrenring der Universität Klagenfurt ausgezeichnet. Albert Berger initiierte die Gründung des Robert-Musil-Instituts für Literaturforschung an der Universität Klagenfurt, dessen Leiter 1994 Klaus Amann wurde.
Albert Berger ist der Vater des Ökonomen und Skeptikers Ulrich Berger.

## Publikationen (Auswahl)
- 1971: Dunkelheit und Sprachkunst: Studien zur Leistung der Sprache in den Gedichten Georg Trakls, Verlag Notring, Wien 1971
- 1977: Ästhetik und Bildungsroman: Goethes Wilhelm Meisters Lehrjahre, Braumüller-Verlag, ISBN 978-3-7003-0142-4
- 1983: Österreichische Literatur der dreißiger Jahre: ideologische Verhältnisse, institutionelle Voraussetzungen, Fallstudien, gemeinsam mit Klaus Amann, Böhlau-Verlag, Wien 1985, ISBN 978-3-20507-252-2
- 1994: Jenseits des Diskurses: Literatur und Sprache in der Postmoderne, gemeinsam mit Gerda Elisabeth Moser, Passagen-Verlag, Wien 1994, ISBN 978-3-85165-107-2
- 1999: Josef Weinheber (1892–1945): Leben und Werk – Leben im Werk, Müller-Verlag, Salzburg/Wien 1999, ISBN 978-3-7013-1003-6